# People’s Insurance Company of China
People’s Insurance Company of China (PICC), Народная страховая компания Китая — китайская страховая компания. Образовалась в 1949 году на основе национализированных активов всех частных страховых компаний, действовавших на территории материкового Китая, и до середины 1980-х годов оставалась монополистом на рынке страховых услуг КНР. С середины 1990-х годов претерпела несколько реорганизаций и была частично приватизирована.

## История
Первые страховые компании в Китае появились в начале XIX века, однако они в основном обслуживали интересы европейских (в первую очередь британских) торговых компаний и география их деятельности ограничивалась юго-восточным побережьем Китая; собственные китайские страховые компании были небольшими и, как правило, существовали недолго. Формирование страховой отрасли в Китае началось в начале XX века, в основном силами зарубежных компаний. Значительной вехой на этом пути стало открытие в Шанхае американцем Корнелиусом Старром в 1919 году компании American Asiatic Underwriters; позже эта компания была переименована в Asia Life Insurance Company (ALICo), а ещё позже в AIG.
Первая собственная китайская страховая компания Tai Ping Insurance Company была основана также в Шанхае в 1929 году. К 1949 году в Китае работало 240 страховых компаний, из них 180 были китайские. После Китайской революции все активы страховых компаний были национализированы в Народную страховую компанию Китая (People’s Insurance Company of China, PICC). К 1953 году у этой компании было более 1500 отделений и более 50 тысяч сотрудников, она была одной из немногих организаций КНР с правом работать с иностранными валютами и сотрудничать с зарубежными компаниями. Однако в 1959 году правительство КНР сочло страхование неуместным излишеством, страховая деятельность была прекращена, PICC стала частью центрального банка и её деятельность ограничивалась лишь страхованием международных морских и авиационных перевозок.
Возрождение страховой отрасли в Китае началось в ходе реформ Дэна Сяопина, в 1979 году PICC была отделена от Центробанка и начала предоставлять услуги страхования имущества и от несчастных случаев, а в следующем году сформировала совместное предприятие с AIG. В 1982 году было возобновлено страхование жизни. В середине 1980-х годов была упразднена монополия PICC на страховые услуги, и в 1988 году появилась Ping An Insurance, в 1991 году — China Pacific Insurance. В 1992 году AIG стала первой зарубежной компанией, получившей лицензию на деятельность в КНР, к концу века такую лицензию получили уже 16 зарубежных компаний.
Рост конкуренции потребовал от PICC изменения структуры: в 1996 году она была преобразована в контролируемую центральным банком холдинговую компанию PICC Group с четырьмя дочерними компаниями, PICC Life (страхование жизни), PICC Property (страхование имущества), PICC Reinsurance (перестрахование) и China Insurance H.K. (страхование в Гонконге и других странах). Однако компания продолжала терять позиции на домашнем рынке, утратив лидерство в важнейших регионах — Пекине и Шанхае. В 1998 году была создана новая организация — China Insurance Regulatory Commission (CIRC, Комиссия по надзору за страховой деятельностью в КНР), также было запрещено компаниями совмещать страхование жизни с другими видами страхования, PICC была разделена на четыре контролируемые CIRC компании: PICC (страхование кроме страхования жизни); China Re (перестрахование); China Insurance H.K.(зарубежная деятельность); China Life (страхование жизни).
По итогам первой половины 2021 года операционные доходы PICC достигли 344,1 млрд юаней (около 53,05 млрд долл. США), что на 2,2 % больше по сравнению с аналогичным периодом прошлого года, а чистая прибыль, принадлежащая акционерам материнской компании, составила 16,9 млрд юаней, увеличившись на 34 % в годовом исчислении. За первые шесть месяцев 2021 года компания предоставила страхование от рисков в области сельского хозяйства на общую сумму более 2 трлн юаней и для научно-технических предприятий на сумму около 270 млрд юаней.

## Руководство
Ву Ян — председатель правления и исполнительный директор с сентября 2009 года, в компании с 2003 года, до этого занимал различные посты в молодёжных коммунистических организациях КНР; член 17-го и 18-го Национальных конгрессов Компартии КНР.

## Деятельность
За 2020 год выручка компании составила 581,6 млрд юаней, из них 520,6 млрд пришлось на страховые премии, инвестиционный доход составил 45 млрд юаней. Страховые выплаты составили 410 млрд юаней.
Основные подразделения группы PICC:
- страхование имущества и от несчастных случаев (P&C Insurance) — наиболее важный для компании вид страхования, на него в 2020 году пришлось 432 млрд из 521 млрд юаней страховых премий (в том числе автострахование — 226 млрд юаней), доля PICC P&C на китайском рынке этого вида страхования составила 31,8 %; страховые выплаты составили 254 млрд юаней;
- страхование жизни и медицинское страхование — сборы по страхованию жизни в 2020 году составили 96 млрд юаней, медицинского страхования — 32 млрд, доля на рынке — 3 % и 1 % соответственно; страховые выплаты по страхованию жизни составили 94 млрд юаней, по медицинскому страхованию — 25 млрд юаней;
- управление активами — оборот подразделения составил 2,4 млрд юаней[1].

### Дочерние компании

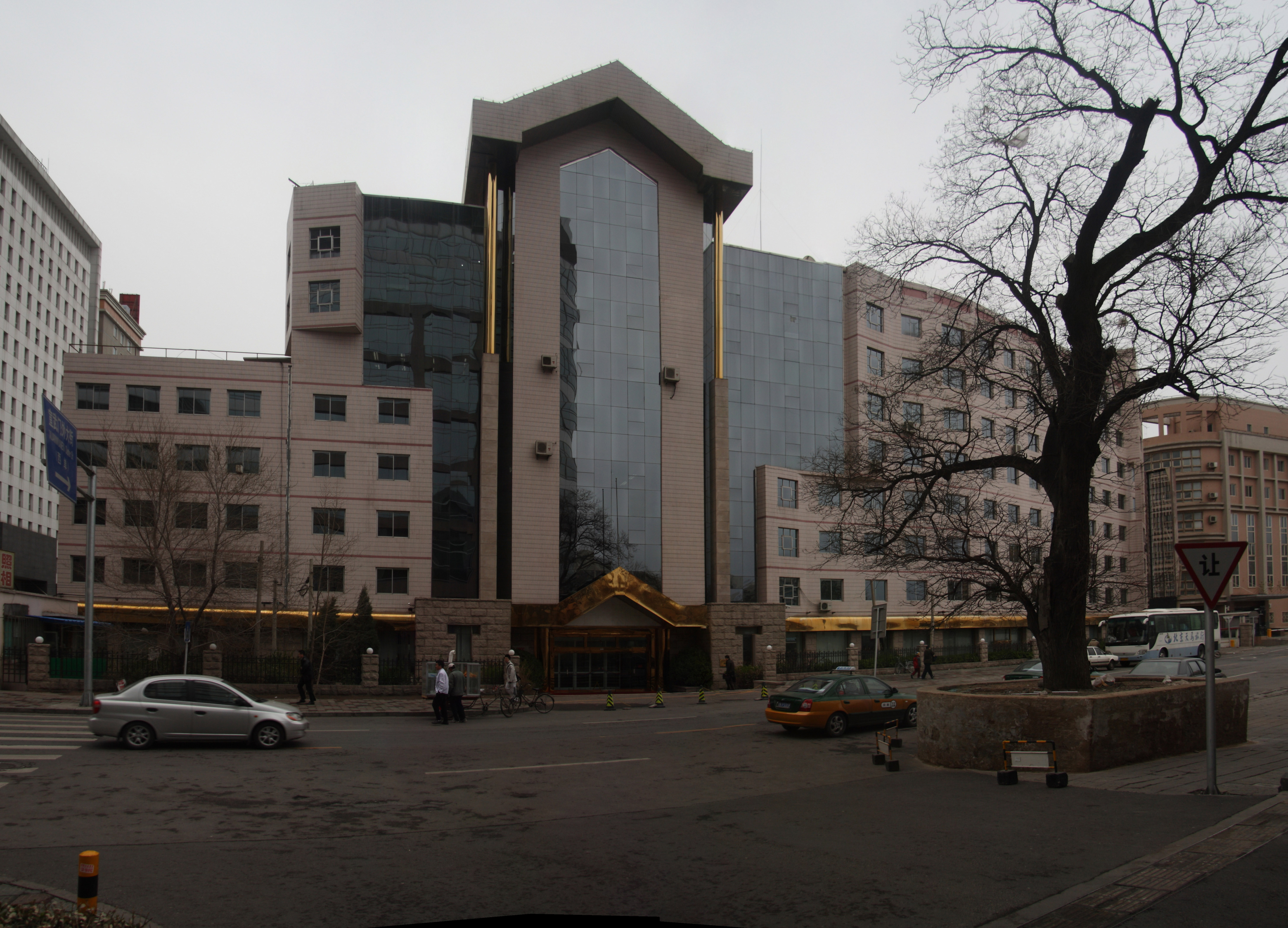
Штаб-квартира PICC Property and Casualty

PICC осуществляет деятельность через ряд дочерних компаний:
- PICC Property and Casualty Company Limited — страхование имущества и от несчастных случаев в КНР, 69 %;
- The People’s Insurance Company of China (Hong Kong), Limited («PICC Hong Kong») — страхование имущества и от несчастных случаев в Гонконге, 75 %;
- PICC Life Insurance Company Limited — страхование жизни, 80 %;
- PICC Health Insurance Company Limited — медицинское страхование, 95,45 %;
- PICC Asset Management Company Limited («PICC AMC») — управление активами, 100 %;
- PICC Investment Holding Co., Ltd — инвестиции в недвижимость, 100 %;
- PICC Capital Investment Management Company Limited — инвестиционная деятельность, 100 %;
- PICC Financial Services Company — финансовые услуги через Интернет, 100 %;
- PICC Reinsurance Limited — перестрахование, 100 %.

## Акционеры
Группой PICC на конец 2020 года было выпущено 42,4 млрд акций, из них 60,84 % находятся в собственности Министерства финансов КНР, ещё 14,46 % принадлежат Национальному фонду социального обеспечения (NSSF), остальные котируются на Гонконгской и Шанхайской фондовых биржах.